# Паулу Вільхена
Паулу Вільхена (порт. Paulo Vilhena; нар. Сантус, 3 січня 1979) — бразильський актор і ведучий, прославився на національному рівні завдяки головній ролі в серіалі «Сенді і Джуніор» (1998) та «Coração de Estudante» (2002).

## Раннє життя та освіта
Народився в Сантусі, вивчав рекламу, але залишив коледж.

## Кар'єра
Кар'єру почав 1998 року в серіалі «Сенді і Джуніор» (1998), потім його перша робота у "мильній опері" в «Coração de Estudante» (2002) та багато інших, у ролях молодих серферів і хіпстерів. 2007 року він зіграв бізнесмена в «Paraíso Tropical» (2007).
Пауло мав роль у серіалі «Morde&Assopra» (2011). 2017 року брав участь у теленовелі «Pega Pega» (2017).

## Фільмографія

### Телебачення
| Рік     | Українська назва | Оригінальна назва       |
| ------- | ---------------- | ----------------------- |
| 1998–01 |                  | Sandy & Junior          |
| 2000–02 |                  | Vídeo Show              |
| 2002    |                  | Coração de Estudante    |
| 2003    |                  | Agora É que São Elas    |
| 2003-04 |                  | Celebridade             |
| 2005    |                  | A Lua Me Disse          |
| 2006    |                  | Minha Nada Mole Vida    |
| 2007    |                  | Paraíso Tropical        |
| 2008-09 |                  | Três Irmãs              |
| 2009    |                  | Jogo Duro               |
| 2009    | Malhação         |                         |
| 2010    |                  | A Vida Alheia           |
| 2011    |                  | Morde & Assopra         |
| 2014    |                  | A Teia                  |
| 2014    | (Des)encontros   |                         |
| 2014-15 |                  | Império                 |
| 2017-18 |                  | Pega Pega               |
| 2018    |                  | Treze Dias Longe do Sol |
| 2018-19 | Сьомий хранитель | O Sétimo Guardião       |

### Кіно
| Рік  | Українська назва            | Оригінальна назва             |
| ---- | --------------------------- | ----------------------------- |
| 2004 | Підводна братва             | O Espanta Tubarões            |
| 2004 | O Tesouro da Cidade Perdida |                               |
| 2007 |                             | O Magnata                     |
| 2008 |                             | Chega de Saudade              |
| 2009 |                             | Quanto Dura o Amor?           |
| 2010 |                             | As Melhores Coisas do Mundo   |
| 2014 |                             | Entre Nós                     |
| 2016 |                             | Um Namorado Para Minha Mulher |
| 2016 | O Amor no Divã              |                               |
| 2017 |                             | Como Nossos Pais              |
| 2018 |                             | Talvez uma História de Amor   |
| 2019 |                             | Turma da Mônica: Laços        |
| 2021 |                             | Turma da Mônica: Lições       |
| 2023 | Максимальне навантаження    | Carga Máxima                  |

## Особисте життя
Протягом 2000-2001 років він зустрічався з актрисою Сенді, яка також була його романтичним партнером у серіалі. 2009 року він зустрічався з актрисою Тайлою Айяла, одружився в листопаді 2011 року, розлучився в січні 2014 року.